# جوورتو إكيدا
جوورتو إكيدا (باليابانية: 池田 樹雷人) (17 سبتمبر 1996 في طوكيو في اليابان – )؛ هو لاعب كرة قدم ياباني سابق كان يلعب كمدافع.

## وصلات خارجية
- جوورتو إكيدا على موقع رابطة كرة القدم اليابانية للمحترفين (اليابانية)
- جوورتو إكيدا على موقع قاعدة بيانات كرة القدم.إي يو (الإنجليزية)
- جوورتو إكيدا على موقع Soccerway.com (الإنجليزية)
- جوورتو إكيدا على موقع عالم كرة القدم.نت (الإنجليزية)